# Gran Atjeh
Gran Atjeh fou el nom donat a l'entitat administrativa holandesa nuclear de la residència o govern d'Atjeh, formada per la part nord de l'illa de Sumatra. Es deia Gran Atjeh perquè la formava el sultanat d'Atjeh i les dependències més properes: el districte de Nom (amb algunes zones menys importants que en depenien) els cantons de Lepong i de Lelong (a l'oest del Gran Atjeh) i diversos estats vassalls a l'oest, la major part annexionats abans del 1903 (la resta van subsistir sota protectorat neerlandès) que eren:
- Leupoeëng (annexionat)
- Lhöng (annexionat)
- Kloeng
- Daja (Koeala Daja)
- Koeala Lam beuthôë (Lambeoesoe)
- Koeala oenga (Oenga)
- Djeunampröng (annexionat)
- Babah Awe (annexionat)
- Nô (Poelô raja) (annexionat)
- Koeala tjra mông (annexionat)